# Естебан Камбиасо
Естебан Камбиасо (на испански: Esteban Matías Cambiasso Delau) е бивш аржентински професионален футболист, полузащитник, национал. Започва да се състезава като юноша в Реал Мадрид. От 2004 до 2014 г. се състезава за италианския шампион от Милано ФК Интер. С Интер Естебан e два пъти най-добър футболист на куба и три пъти шампион на Италия.